# Cord Schellenberg
Cord Schellenberg (* 11. Juni 1968) ist deutscher Fernsehjournalist und Luftfahrtexperte.

## Leben
Cord Schellenberg legte 1987 am Johanneum Hamburg das Abitur ab. Von 1995 bis 1997 war er parteiloser Senatssprecher der Freien und Hansestadt Hamburg. Anschließend machte er sich als PR-Unternehmer selbständig. Als Vize-Präsident des Luftfahrt-Presse-Club e. V. setzt sich Cord Schellenberg ehrenamtlich für die Interessen von Journalisten und PR-Vertretern in der Luft- und Raumfahrt ein.
Cord Schellenberg lebt und arbeitet in Hamburg.

## Öffentliche Auftritte
Cord Schellenberg kommentiert regelmäßig aktuelle Ereignisse der internationalen Luftfahrt in den Medien. Sein fachliches Interesse gilt dabei dem Luftverkehr, dem Luftfrachtverkehr und der Reiseindustrie. Er tritt regelmäßig als Wirtschafts- und Luftfahrtexperte im Fernsehen auf, beispielsweise als Live-Kommentator von Großereignissen wie bei der Premiere des Airbus A380 im NDR, bei der Taufe des Flugzeuges „Hamburg Shopper“ von Germanwings, bei der Eröffnung des Dornier-Museums im Juli 2009. Dabei bewertet er aktuelle Entwicklungen und vermittelt die teils sehr komplexen Inhalte auf verständliche Weise. Seine Fachbeiträge werden etwa über die Deutsche Welle auch im Ausland vermittelt. Außerdem ist er bei verschiedenen Veranstaltungen und Kongressen im Bereich Luftfahrt als Moderator tätig.
Neben seiner Tätigkeit als Fernsehjournalist und Moderator arbeitet er auch im Bereich der Printmedien. So betreute er 2008 redaktionell die Herausgabe einer umfassenden Wirtschaftsmonographie zum Luftfahrtstandort Hamburg.